# Lista de prêmios e indicações recebidos por Kelly Clarkson
A cantora-compositora e atriz estadunidense Kelly Clarkson já recebeu inúmeros prêmios e honrarias ao longo e sua carreira artística. Clarkson obteve notoriedade ao vencer a edição de 2002 do programa televisivo American Idol. No mesmo ano, seu trabalho de estreia "Before Your Love"/"A Moment Like This" foi considerado o "Single Mais Vendido do Ano" pela Billboard. Thankful, seu álbum de estreia, foi lançado no ano seguinte, tendo como maior sucesso a canção "Miss Independent", que rendeu-lhe uma indicação aos Prémios Grammy na categoria de Melhor Performance Vocal Pop Feminina e ao MTV Video Music Award de Melhor Artista Novo em Vídeo. Seu álbum Breakaway, lançado em 2004, recebeu um Grammy de Melhor Álbum Vocal Pop e dois MTV Video Music Awards, enquanto o single principal - "Because of You" - foi altamente elogiado pela crítica especializada e recebeu outros inúmeros prêmios.
Em 2007, Clarkson lançou seu terceiro álbum de estúdio, intitulado My December. No mesmo ano, lançou uma versão de "Because of You" em dueto com Reba McEntire, que foi indicada a diversos prêmios de música country, incluindo um Grammy de Melhor Colaboração Country com Vocais. Lançado em 2009, All I Ever Wanted - seu quarto álbum de estúdio - foi indicado ao Grammy de Melhor Álbum Vocal Pop, sua segunda indicação nesta categoria. "My Life Would Suck Without You", o single principal deste álbum, foi indicado ao MTV Video Music Award. Em colaboração com Jason Aldean, Clarkson lançou "Don't You Wanna Stay" no ano seguinte, sendo indicado ao Grammy de Melhor Performance Country por Dupla ou Grupo.
Seu quinto álbum de estúdio, intitulado Stronger, foi lançado em 2011 e recebeu um Grammy de Melhor Álbum Vocal Pop em 2013, tornando-se a única artista a receber o prêmio mais de uma vez. A canção "Stronger (What Doesn't Kill You)" recebeu também três indicações aos Prémios Grammy, incluindo à categoria de Gravação do Ano. Greatest Hits – Chapter One e Wrapped in Red, seus lançamentos seguintes, foram igualmente indicados ao World Music Awards. O single "Don't Rush", incluso no álbum Wrapped in Red, contou com a participação especial de Vince Gill e foi indicado ao Grammy de Melhor Peformance Country por Dupla ou Grupo. Em 2015, Clarkson lançou seu sétimo álbum de estúdio, Piece by Piece, que foi também indicado ao Grammy de Melhor Álbum Vocal Pop, tornando-a a artista com maior número de indicações na categoria.

## Prêmios e indicações
| Ano                    | Categoria                                           | Indicado/Obra                                             | Resultado | Ref.          |
| ---------------------- | --------------------------------------------------- | --------------------------------------------------------- | --------- | ------------- |
| American Music Awards  |                                                     |                                                           |           |               |
| 2003                   | Artista Nova de Pop/Rock Favorita                   | Kelly Clarkson                                            | Indicado  |               |
| 2005                   | Artista do Ano                                      | Kelly Clarkson                                            | Venceu    | [ 13 ]        |
| 2005                   | Artista Feminina de Pop/Rock Favorita               | Kelly Clarkson                                            | Indicado  | [ 13 ]        |
| 2005                   | Artista Feminina de Adult Contemporary Favorita     | Kelly Clarkson                                            | Venceu    | [ 13 ]        |
| 2005                   | Álbum de Pop/Rock Favorito                          | Breakaway                                                 | Indicado  | [ 13 ]        |
| 2006                   | Artista Feminina de Pop/Rock Favorita               | Kelly Clarkson                                            | Venceu    | [ 14 ]        |
| 2006                   | Artista Feminina de Adult Contemporary Favorita     | Kelly Clarkson                                            | Venceu    | [ 14 ]        |
| 2012                   | Artista Feminina de Pop/Rock Favorita               | Kelly Clarkson                                            | Indicado  | [ 15 ]        |
| 2012                   | Artista Feminina de Adult Contemporary Favorita     | Kelly Clarkson                                            | Indicado  | [ 15 ]        |
| BRIT Awards            |                                                     |                                                           |           |               |
|                        |                                                     |                                                           |           |               |
| ECHO                   |                                                     |                                                           |           |               |
| 2007                   | Melhor Artista Feminina Internacional de Pop/Rock   | Kelly Clarkson                                            | Indicado  | [ 16 ]        |
| Daytime Emmy Awards    |                                                     |                                                           |           |               |
| 2020                   | Melhor Apresentadora de Talk Show de Entretenimento | Kelly Clarkson                                            | Venceu    |               |
| Framboesa de Ouro      |                                                     |                                                           |           |               |
| 2003                   | Pior Atriz                                          | Kelly Clarkson (em From Justin to Kelly)                  | Indicado  | [ 17 ] [ 18 ] |
| 2003                   | Pior Casal em Cena                                  | Kelly Clarkson e Justin Guarini (em From Justin to Kelly) | Indicado  | [ 17 ] [ 18 ] |
| Grammy Awards          |                                                     |                                                           |           |               |
| 2004                   | Melhor Performance Vocal Pop Feminina               | "Miss Independent"                                        | Indicado  |               |
| 2006                   | Melhor Performance Vocal Pop Feminina               | "Since U Been Gone"                                       | Venceu    |               |
| 2006                   | Melhor Álbum Vocal Pop                              | Breakaway                                                 | Venceu    |               |
| 2008                   | Melhor Colaboração de Country com Vocais            | "Because of You" (com Reba McEntire)                      | Indicado  |               |
| 2010                   | Melhor Álbum Vocal Pop                              | All I Ever Wanted                                         | Indicado  |               |
| 2012                   | Melhor Performance Country por Dupla ou Grupo       | "Don't You Wanna Stay" (com Jason Aldean)                 | Indicado  |               |
| 2013                   | Gravação do Ano                                     | "Stronger (What Doesn't Kill You)"                        | Indicado  |               |
| 2013                   | Melhor Performance Pop                              | "Stronger (What Doesn't Kill You)"                        | Indicado  |               |
| 2013                   | Melhor Álbum Vocal Pop                              | Stronger                                                  | Venceu    |               |
| 2014                   | Melhor Performance Country por Dupla ou Grupo       | "Don't Rush" (com Vince Gill)                             | Indicado  |               |
| 2016                   | Melhor Álbum Vocal Pop                              | Piece by Piece                                            | Indicado  |               |
| 2016                   | Melhor Performance Pop                              | "Heartbeat Song"                                          | Indicado  |               |
| 2017                   | Melhor Performance Pop                              | "Piece by Piece (Idol Version)"                           | Indicado  |               |
| People's Choice Awards |                                                     |                                                           |           |               |
| 2006                   | Artista Musical Feminina Favorita                   | Kelly Clarkson                                            | Venceu    | [ 19 ]        |
| 2016                   | Artista Pop Favorita                                | Kelly Clarkson                                            | Indicado  | [ 20 ]        |
| Radio Music Awards     |                                                     |                                                           |           |               |
| 2003                   | Canção do Ano - Top 40 Radio                        | "Miss Independent"                                        | Indicado  |               |
| 2005                   | Artista do Ano - Mainstream Hit Radio               | Kelly Clarkson                                            | Venceu    |               |
| 2005                   | Artista do Ano - Adult Hit Radio                    | Kelly Clarkson                                            | Indicado  |               |
| 2005                   | Canção do Ano - Mainstream Hit Radio                | "Behind These Hazel Eyes"                                 | Indicado  |               |
| 2005                   | Canção do Ano - Mainstream Hit Radio                | "Since U Been Gone"                                       | Indicado  |               |
| 2005                   | Canção do Ano - Adult Hit Radio                     | "Breakaway"                                               | Indicado  |               |
| Teen Choice Awards     |                                                     |                                                           |           |               |
|                        |                                                     |                                                           |           |               |
| World Music Awards     |                                                     |                                                           |           |               |
| 2004                   | Melhor Nova Artista Feminina                        | Kelly Clarkson                                            | Indicado  |               |
| 2005                   | Artista Feminina Mais Vendida                       | Kelly Clarkson                                            | Indicado  |               |
| 2014                   | Artista do Ano                                      | Kelly Clarkson                                            | Indicado  |               |
| 2014                   | Melhor Artista Feminina                             | Kelly Clarkson                                            | Indicado  |               |
| 2014                   | Melhor Atuação ao Vivo                              | Kelly Clarkson                                            | Indicado  |               |
| 2014                   | Melhor Canção                                       | "Stronger (What Doesn't Kill You)"                        | Indicado  |               |
| 2014                   | Melhor Vídeo Musical                                | "Stronger (What Doesn't Kill You)"                        | Indicado  |               |
| 2014                   | Melhor Canção                                       | "People Like Us"                                          | Indicado  |               |
| 2014                   | Melhor Vídeo Musical                                | "People Like Us"                                          | Indicado  |               |
| 2014                   | Melhor Álbum                                        | Greatest Hits – Chapter One                               | Indicado  |               |
| 2014                   | Melhor Álbum                                        | Wrapped in Red                                            | Indicado  |               |